# Tauben fliegen auf
Tauben fliegen auf ist ein im Jahr 2010 erschienener Roman von Melinda Nadj Abonji, für den sie den Deutschen Buchpreis und den Schweizer Buchpreis erhielt. Bis September 2011 verkaufte sich das Buch über 125.000 Mal.
Die von der Ich-Erzählerin Ildiko Kocsis beschriebene Geschichte spielt in der Deutschschweiz und in der serbischen Vojvodina. Das Erzählverhalten ist zum größten Teil ein personales, die Erzählerin ist also mitten im Geschehen und erzählt aus ihrer Sichtweise; ab und zu wechselt die Autorin auch in die auktoriale Erzählweise, ist also „allwissend“. Die Handlung wird aus der Innenperspektive erzählt. Ildiko Kocsis als Erzählerin ist meistens Teil der Handlung. Nur selten kommen Erzählungen über Dinge, die weit entfernt stattfinden und deshalb aus der Außenperspektive betrachtet werden.

## Handlung

### 1. Kapitel:Titos Sommer
Mit einem schokoladenbraunen Chevrolet verbringt die Familie Kocsis die Sommerferien in Serbien. Während der Fahrt schwelgt Ildiko in Erinnerungen an Matteo, einen neuen Schüler aus ihrer Klasse, in den sie sich verliebt hat. Kurz vor der Ankunft fahren sie durch ein Armenviertel und stellen fest, dass sich nichts verändert hat. Dabei passieren sie auch den örtlichen verwahrlosten Friedhof, dem sie jedes Mal einen Besuch abstatten, um der verstorbenen Verwandten zu gedenken. Sie besuchen als erstes Mamika (Grossmutter väterlicherseits), wobei Ildiko alles haarklein inspiziert, um sicherzugehen, dass alles beim Alten geblieben ist. Zum Essen gibt es viel zu erzählen, wie z. B. der Alltag in der Wäscherei aussieht, die sie führen. Einige Tage später fahren sie zum Haus von Onkel Móric (dem älteren Bruder von Miklós) und Tante Manci, um der Hochzeitsfeier von deren Sohn Nándor und Valéria beizuwohnen. Nach dem Festessen kommt es zu einem plötzlichen politischen Streit zwischen Miklós und Móric. Sie versöhnen sich jedoch schnell wieder.

### 2. Kapitel:Die Familie Kocsis
Sie eröffnen das Café Mondial in der Schweiz, welches sie von den Tanners übernehmen. Die ganze Familie sowie vier weitere Angestellten werden im Café mitarbeiten, wobei zwei Serviertöchter das Mondial innert kürzester Zeit verlassen werden.
Die Kocsis haben schon in der Vergangenheit einige Erfahrungen gesammelt, als sie eine Cafeteria in der Stadt geführt haben, die sich allerdings als nicht rentabel herausstellte.
In einer Rückblende wird kurz erwähnt, dass der Vater eine Zeit lang als Metzger schwarz gearbeitet hat. Als er seinen damaligen Arbeitgeber auf diese für ihn ungünstige Situation anspricht, meldet dieser Miklós an. Somit kann er einige Jahre später die Familie nachholen, zuerst seine Frau Rózsa und ein halbes Jahr darauf die beiden Töchter.

### 3. Kapitel:Grenzpolizist, Trauerweiden
Die Familie Kocsis wird in Tompa, diesmal in einem weissen Mercedes-Benz, von einem Grenzpolizisten mit Schäferhund gezwungen, eine Untersuchung von Kopf bis Fuss über sich ergehen zu lassen. Dieses Mal lernen Ildiko und Nomi ihre Halbschwester Janka kennen, von deren Existenz sie bis dahin nichts gewusst hatten. Von Mamika erfahren die beiden, dass Janka aus der ersten Ehe ihres Vaters mit Ibolya hervorgegangen ist. Einige Monate nach der Geburt Jankas verliess Miklós jedoch seine Frau, indem er die Scheidung einreichte. Kurz darauf lernte er Ildikos Mutter Rózsa kennen, mit der er neu anfangen wollte. Sie führten ein Lebensmittelgeschäft in einer anderen Stadt, wo sie die Bekanntschaft mit Sándor schlossen, der sie auf die Idee brachte, in die Schweiz auszuwandern.

### 4. Kapitel:Wörter wie
Zu Stosszeiten wird es im Café sehr schnell hektisch, weshalb die neue Serviertochter Glorija, welche aus Kroatien stammt, eingestellt wird. Eines Tages fragt Ildi ihre Mutter, ob sie es nicht in Betracht ziehen würde, Tante Icu (ältere Schwester von Rózsa) in die Schweiz zu holen, um ihnen in der Cafeteria behilflich zu sein. Die Mutter rastet aus und kann nicht verstehen, warum ihre Tochter solch eine Frage stellt. Die Frage geht ihr sehr nahe, weil sie das selber schon überlegt hat, es aber unmöglich ist.
Auf dem Weg zum Mondial unterhalten sich Miklós und Ildiko darüber, dass Ildiko das Studium in Rechtswissenschaften unterbrochen habe. Ildiko verschweigt ihm dabei, dass sie lieber Geschichte studieren würde. Ihr Vater ist nämlich der festen Meinung, dass man Geschichte erleben muss, da sie in kein Buch passt.

### 5. Kapitel:Himmlisch
Mit ihrem weissen Mercedes fahren sie dieses Mal zu Tante Icu, Onkel Piri und Cousin Béla. Am darauffolgenden Tag packen die Frauen ein Picknick ein, während die Männer ihren Rausch ausschlafen. Ildiko, Tante Icu, Nomi und Rósza machen sich auf den Weg, um Ildikos Cousine Csilla, und damit Tante Icus Tochter, einen Besuch abzustatten. Csilla, die mit ihrem Liebhaber Csaba von zu Hause abgehauen ist, wohnt jetzt in einem armen Zigeunerviertel. Rózsa versucht sie mit ihrer eigenen Geschichte zu überzeugen wieder heimzukehren. Dabei hören Ildiko und Nomi die Geschichte einer jungen Frau, die sich sehnlichst wünscht, eine gute Ausbildung zu beginnen. Da die finanziellen Mittel jedoch fehlen, möchte sie wenigstens eine Lehre erfolgreich abschliessen. Während dieser Zeit lernt sie einen Mann namens Imre kennen und lieben. Einige Zeit darauf verstirbt die Mutter der jungen Frau und sie erfährt zum gleichen Zeitpunkt, dass sie schwanger ist. Sie verliert jedoch das Kind und wartet darauf, dass ihr Geliebter aus dem Militär zurückkehrt, was jedoch nie geschehen ist. Erst einige Zeit später hat die junge Frau erfahren, dass ihr Vater Imre aufgesucht und erzählt habe, dass sie jetzt einen anderen habe.
Rózsa ermahnt Csilla durch diese Geschichte, sich nicht mit ihrem Vater anzulegen. Csilla bedankt sich für die weisen Worte, aber meint, es sei ihre Bestimmung, mit ihrem Csaba in Armut zu leben.

### 6. Kapitel:Welten
Ildiko und Nomi gehen zu einem besetzten Fabrikgelände namens Wohlgroth, wo sie sich mit ihren Freunden, Mark und Dave, betrinken und bekiffen. Ildiko hat einen ganz schlechten Trip und fühlt sich von überall her angegriffen, fühlt sich nicht zu Hause und auch Mark, ihr Freund, kann sie nicht beruhigen.
Einbürgerungsprüfung im Sommer 1987, wo die Eltern prompt durchfallen, während die Kinder sie nicht ablegen müssen. Am Abend spielen sie Monopoly und der Vater verliert ständig, was ihn zu Hasstiraden gegen die Schweiz führt. Nomi bietet dann an, dass sie und Ildiko für ihre Eltern bei der Prüfung übersetzen könnten. Die Eltern schaffen es dadurch beim zweiten Anlauf. Dragana unterhält sich mit Ildiko über die eskalierende Situation im Balkan. Ildiko macht sich Sorgen um die Verwandtschaft, mit der sie seit geraumer Zeit keinen Kontakt haben, da die Leitungen tot sind.

### 7. Kapitel:Juli
Mit einem silbergrauen Mercedes fahren Ildiko und ihr Vater nach Serbien zur Beerdigung von Mamika. Weil es schneit, müssen sie langsamer und vorsichtiger fahren und Miklós fängt an zu weinen, als Ildiko ihm ein Brot mit Schinken reicht. An der Beerdigung denkt Ildiko an Mamika, als diese in hässlichen, wie Kosakenhosen aussehenden Unterhosen ein Bad nahm und fragt sich, warum sie ausgerechnet an diesen Moment denkt. Sie wirft Traubenhyazinthen auf den Sarg und als sie Juli, das verrückte Mädchen aus dem Dorf, jammern hört, stellt sie sich auf ein Leben ohne Mamika ein.
Dann Rückblende zu der Zeit, als die Mädchen in die Schweiz nachgeholt wurden. Onkel Móric und Mamika fuhren mit ihnen mit dem Auto nach Belgrad, von wo aus die Mädchen und Mamika den Zug in die Schweiz nahmen. Da das Auto von Onkel Móric, ein Moskwitsch, nicht ansprang, fuhren sie erst mit einer einstündigen Verspätung los und mussten noch einmal warten, um sich von Juli an ihrer Strassenecke zu verabschieden.

### 8. Kapitel:Dalibor
Ein Junge namens Dalibor taucht im Mondial auf und erkundigt sich nach Arbeit. Da im Moment alle Stellen besetzt sind, notiert sich Ildiko seine Nummer und es dauert nicht lange, bis sie sich regelmässig treffen. Er ist Serbe und kommt aus Dubrovnik. Ildiko und Nomi nehmen ihn ins Wohlgroth mit, um ihm eine Arbeit an der Bar zu beschaffen. Dort kommt es zum Zusammentreffen zwischen Dalibor, Mark und Ildiko, worauf Mark ziemlich eifersüchtig reagiert und es feststeht, dass es zwischen ihm und Ildiko aus ist.

### 9. Kapitel:Wir
Zu Rózsas 50. Geburtstag wurde eine Geburtstagsfeier in einem Fischrestaurant organisiert, zu der die engsten Freunde eingeladen sind. Es wird ein schöner Abend, wobei für Tante Icu mitgedeckt wurde, obwohl sie in Serbien war. Zudem erzählt Rózsa Frau Köchli über ihre Vergangenheit. (Dass sie als Einzelkind aufgewachsen war, weil ihre beiden Schwestern bereits verheiratet waren. Außerdem berichtet sie von dem Streit ihrer Eltern, in welchem ihr Vater behauptete, dass sie nicht sein Kind wäre, sondern von einem anderen Mann.)
Weiter wird in einer anderen Rückblende behauptet, dass Nándor und nicht, wie vorher behauptet, Onkel Móric die Kinder zum Bahnhof gefahren habe, wo sie dann die Busfahrt nach Belgrad antraten.

### 10. Kapitel:Real Big
Die Kroatin Glorija rempelt versehentlich die gebürtige Bosnierin Dragana an. Ein Streit bricht zwischen den beiden aus, woraufhin Dragana nach diesem Vorfall nicht mehr zur Arbeit erscheint.
Das erste Mal als Nomi 24 Stunden wegbleibt von zu Hause, fällt die Reaktion des Vaters ziemlich stürmisch aus. Doch als Nomi endlich zu Hause ist, kann er nicht verbergen, wie viel Sorgen er sich um sie gemacht hat und umarmt sie.
Früh am Morgen klingelt das Telefon bei den Kocsis und sie erhalten die Nachricht, dass Béla in die Armee eingezogen worden ist.
Im Restaurant reden alle Gäste über den Balkankrieg und über den Herkunft der Familie Kocsis. Ildi regt das auf, aber sie erkennt, dass es egal ist, was die anderen denken. Sie können nichts dafür, dass ihre Familie in Jugoslawien lebt.

### 11. Kapitel:Mamika und Papuci
Als die Familie Kocsis dieses Mal der Verwandtschaft einen Besuch abstattet, bleibt ihnen nicht viel Zeit, da sie nur ein paar Tage haben. An einem Abend erzählt Mamika ihnen die Geschichte ihres Grossvaters Papuci. Damals waren sie im Besitz eines grossen Hofes und erhielten regelmässig Besuch von den Faschisten, die Papuci umworben haben und ihn regelmässig baten, bei ihnen mitzumachen. Da er sich jedes Mal weigerte, zogen die Männer wieder ab, meistens mit ein paar Nutztieren oder Getreide.
Als nach dem Zweiten Weltkrieg die Kommunisten an die Macht kamen, wollten diese die Bourgeois, zu denen die Familie Kocsis gehörte, vernichten und enteignen. Als dann bekannt wurde, dass die Männer in der Nachbarschaft verhaftet abgeführt wurden, versteckte sich Papuci wochenlang in Mais- oder Weizenfeldern, bis er schliesslich gefasst und in ein Arbeitslager verfrachtet wurde. Er kam erst ein Jahr später zurück und war nicht wiederzuerkennen. Er verstarb noch im selben Jahr im Alter von 51 Jahren. Ausserdem hat die Familie Kocsis all ihr Eigentum verloren.

### 12. Kapitel:Die Liebe. Das Meer. Der Fluss
Ildiko erzählt Dalibor, dass ihr Cousin eingezogen worden ist, woraufhin Dalibor aufbrausend reagiert, da dies bei ihm eigene Erinnerungen als Söldner hervorruft. Ein halbes Jahr lang treffen sie sich im Bootshaus, bis er eines Tages sagt, dass es nicht mehr so weiter gehe. Als sie am nächsten Tag versucht ihn anzurufen, meldet sich Dalibors Cousin, der erklärt, dass Dalibor wieder nach Dubrovnik gefahren sei.
Ein kurzer Einschub über die Zeit als Ildiko und Nomi gerade in der Schweiz angekommen sind. Als Ildiko und Mamika einen Spaziergang unternommen haben, fanden sie den Weg nicht mehr zurück und mussten mehrere Personen nach dem Weg fragen, wobei die Großmutter den Strassennamen jedes Mal falsch aussprach, als Todistrass. Es dauerte eine Weile, bis ein älterer Herr ihnen den Weg wies. Sie realisierten, wie wenig es braucht, dass man ganz verloren ist in dieser Welt. Zudem berichtet sie vom Schmerz in ihren Herzen, als die Mamika, die sie in die Schweiz begleitet hat, wieder nach Hause fährt.

### 13. Kapitel:Hände in der Luft
Eines Tages hat sich jemand auf der Klobrille der Herrentoilette entleert. Daneben liegt eine Männerunterhose darüber hinaus hat dieser jemand mit den Exkrementen auf der Wand eine Nachricht hinterlassen. Ildiko fühlt sich persönlich angegriffen und geht mit heiligem, wütendem Eifer dahinter, die Toilette zu putzen und verdammt sogar den Mann, der ihr mitgeteilt hat, dass die Toilette verschmutzt ist.
In einer Rückblende wird das Ereignis geschildert, als die Gemeinde über die Einbürgerung abstimmte. Als es zur Abstimmung kam, stimmte die Mehrheit für das Einbürgerungsbegehren der Familie Kocsis.
Ildiko konfrontiert die Eltern mit dem Vorfall in der Herrentoilette und kann nicht verstehen, warum sie diese Angelegenheit einfach so hinnehmen. Die Mutter meint darauf, dass sie nur weiterkommen, wenn sie über Anfeindungen und Demütigungen hinwegschauen würden. Ildi verlässt das Dorf.

### 14. Kapitel:November
Ildiko ist mittlerweile aus dem Elternhaus ausgezogen und wohnt allein in einer winzigen Wohnung in der Nähe einer Autobahn. Für die Eltern war es schwer zu akzeptieren, dass ihre Tochter unverheiratet auszieht, doch Ildiko bleibt dabei. Sie sitzt die meiste Zeit in ihrer Wohnung und starrt auf die Autobahn und beobachtet die Leute. Sogar ihre Vermieterin macht sich Sorgen um sie, doch Ildiko sagt, dass alles zu seiner Zeit ausgepackt werden müsse.
In der letzten Szene gedenken Ildiko und Nomi der Verstorbenen ihrer Familie an einem ihnen unbekannten Gemeinschaftsgrab. Schließlich wüssten sie ja nicht, wann sie das nächste Mal in die Vojvodina zurückkönnen.

## Figurenkonstellationen und Stammbaum
Die Figurenkonstellationen wurden nach Land aufgeteilt und zur Vereinfachung wurden einzelne Personengruppen zusammengefasst. Der Stammbaum bezieht sich auf Ildikos Familie, so weit im Roman Hinweise darauf gegeben werden.

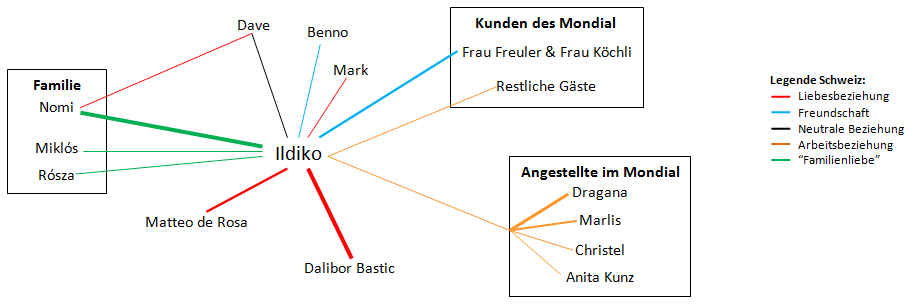
Figurenkonstellation Schweiz

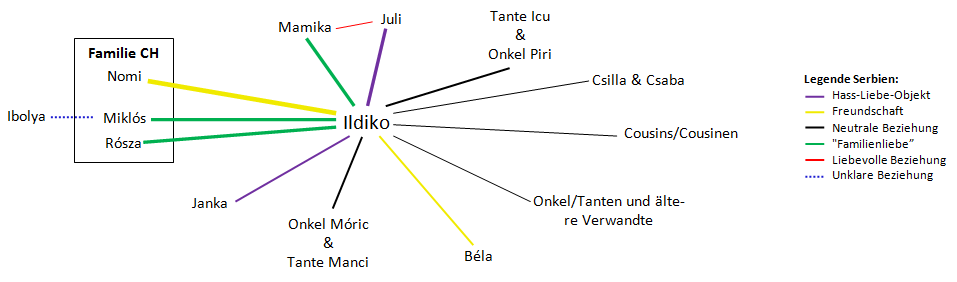
Figurenkonstellation Serbien

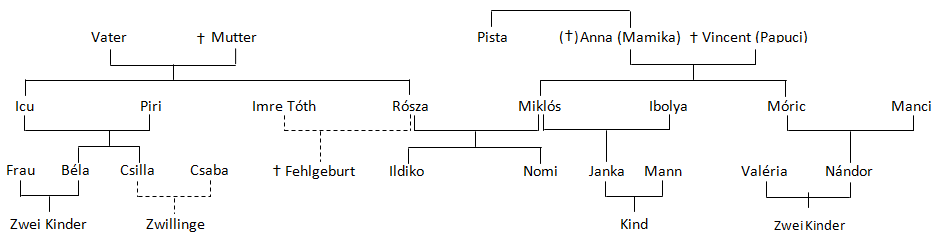
Stammbaum der Familie Kocsis

## Rezeption
Martin Ebel schrieb in der Welt: „Eine der Qualitäten dieses Buchs besteht in der Vermeidung all der verführerischen Klischees, die die Integrations- wie die Rebellionsgeschichte nahelegen. In den Balkan-Kapiteln wird keine Paprika-und-Sliwowitz-Gemütlichkeit beschworen, wohl aber eine Form gemeinsam zelebrierter Freude, für die die Familie in der Schweiz kein Äquivalent findet. […] Dieses Buch zeigt die Härte, die auch einer nach unseren Maßstäben erfolgreichen Integration innewohnt. Und tut das in einer wunderbar schwingenden, geradezu musikalischen Sprache.“

Iris Radisch urteilte in der Zeit: „Der Roman von Melinda Nadj Abonji über die serbisch-ungarische Familie aus der Vojvodina entfaltet sich in einer Schweizer Stadt am See und ist eine mustergültige Einbürgerungs- und Erfolgsgeschichte, die das Herz aller Ohne-Fleiß-kein-Preis-Ideologen erwärmen müsste. […] Schade nur, dass sie ihre Geschichte eher treuherzig erzählt. Ihr jugendlicher Sprechüberschwang kennt kaum Punkt und Komma, bestreuselt den Text mit einer Flut von Ausrufe- und Fragezeichen, deren Erregungsgrad in keinem erkennbaren Verhältnis zur Schweizer Problemlage steht, aber den Eindruck einer sympathischen Unreife und Frische hinterlässt.“

## Forschung
- Kazmierczak, Madlen: Nation als Identitätskarte? Zur literarischen Auseinandersetzung mit ›Nation‹ und ›Geschichte‹ bei Marica Bodrožić und Melinda Nadj Abonji. (2012) In: Germanica. La littérature interculturelle de langue allemande. Nr. 52.
- Bühler-Dietrich, Anette: Verlusterfahrungen in den Romanen von Melinda Nadj Abnonji und Saša Stanišić. (2012) In: Germanica. Voix étrangères de langue allemande. Nr. 51, S. 35–46.
- Spoerri, Bettina: Eine mnemografische Landschaft mitten in Europa. Eine narrativ-analytische Lektüre von Melinda Nadj Abonjis Tauben fliegen auf. (2012) In: Aussiger Beiträge. Nr. 6, S. 65–80.
- Kegelmann, René: »Wenn nämlich bereits ein Wort keine Entsprechung findet, wie soll dann ein halbes Leben in der neuen Sprache erzählt werden?« Zur Prosa Melinda Nadj Abonjis. (2012) In: Germanica. La littérature interculturelle de langue allemande. Nr. 51, S. 9–20.
- Czeglédy, Anita: Grenzübertritte in Melinda Nadj Abonjis Roman Tauben fliegen auf. In: András F. Balogh u. Christoph Leitgeb (Hg.): Reisen über Grenzen in Zentraleuropa. Wien: Praesens 2014, S. 273–287.
- Förster, Kristina: Foreign or Familiar? Melinda Abonji’s [sic!] and Marica Bodrožic’s Multilingual Literature. (2015) In: German Life and Letters. Nr. 68 Heft 2, S. 228–244.
- King, Vera: Migration, Interkulturalität und Adoleszenz. Generationale Dynamiken am Beispiel des Romans Tauben fliegen auf von Melinda Nadj Abonji. In: Ortrud Gutjahr (Hg.): Interkulturalität. Konstruktionen des Anderen. Würzburg: Königshausen & Neumann 2015, S. 141–162.
- Pabis, Eszter: Frauen unterwegs. Dimensionen der Fremdheit in »Grenzgänger_innengeschichten« zeitgenössischer Autorinnen. In: Andrea Horváth u. Karl Katschthaler (Hg.): Konstruktion – Verkörperung – Performativität. Genderkritische Perspektiven auf Grenzgänger_innen in Literatur und Musik. Bielefeld: Transcript 2016, S. 17–46.
- Lenárt, Orsolya: Das Eigene und das Fremde im Roman Tauben fliegen auf von Melinda Nadj Abonji. In: Marcell Mártonffy u. Károly Vajda (Hg.): Grenzüberschreitungen. Identität, Migration und Interkulturalität in den Literaturen Mitteleuropas. Baden-Baden: Nomos 2018, S. 199–208.
- Maffli, Stéphane: Migrationsliteratur aus der Schweiz. Beat Sterchi, Franco Supino, Aglaja Veteranyi, Melinda Nadj Abonji und Ilma Rakusa. Bielefeld: Transcript 2021, S. 179–222.